# Villamena
Villamena est une commune de la province de Grenade, en Espagne.

## Géographie

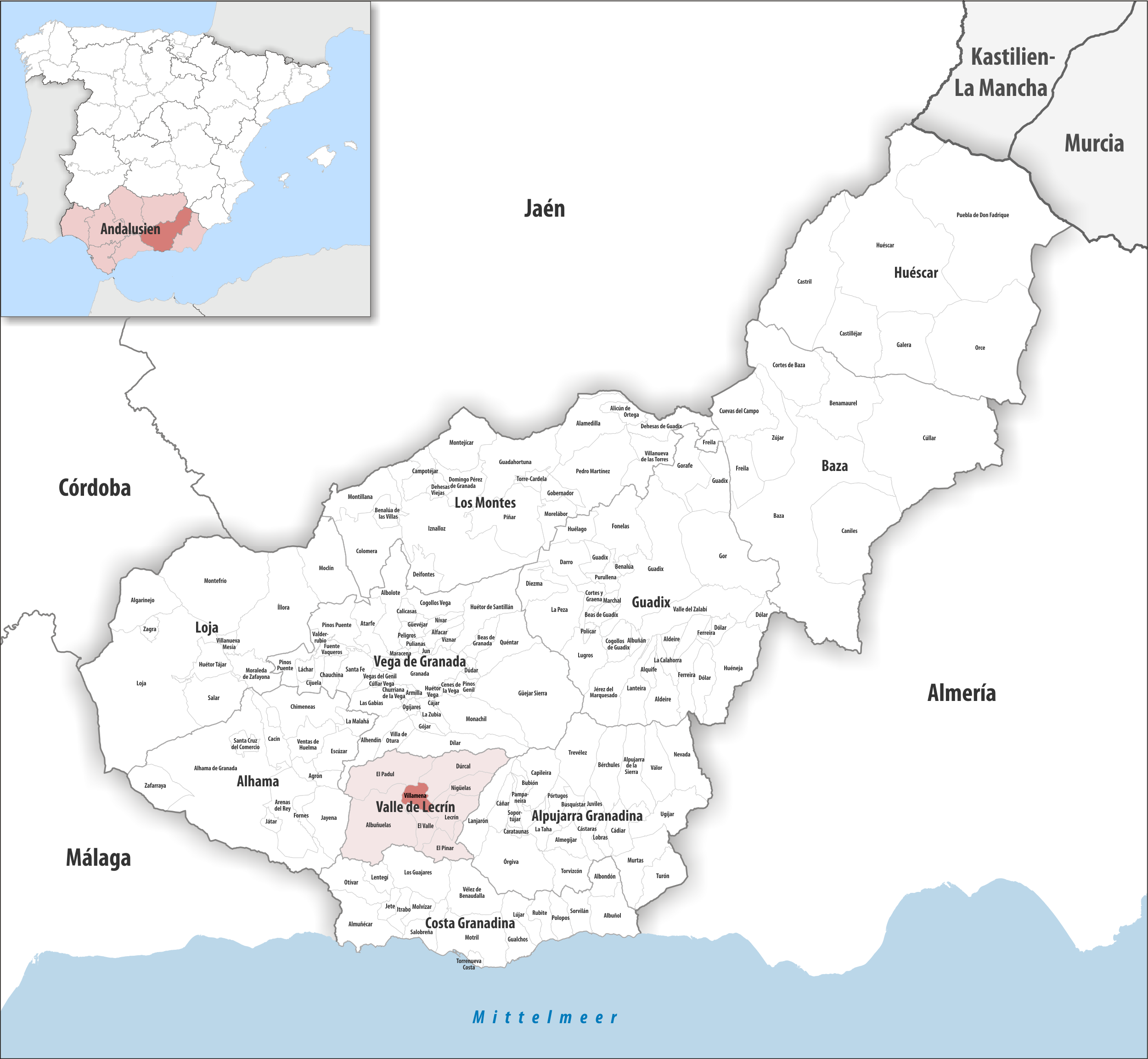
Villamena dans la comarque Vallée de Lecrín, province de Grenade / en Andalousie

### Localisation
La commune de Villamena se trouve dans le sud de l'Espagne, vers le centre-est de la région d'Andalousie, dans la partie sud de la province de Grenade et au centre de la comarque Vallée de Lecrín.
Grenade est à 28 km nord ;
Motril, le plus proche accès à la mer, à 40 km sud ;
Madrid à 446 km nord ;
Gibraltar à 262 km ouest-sud-ouest (distances par route).

### Généralités
La commune compte deux agglomérations principales : Cónchar (es) et Cozvíjar (es).
Le Dúrcal,qui coule du nord au sud, marque la limite de commune avec Dúrcal sur environ 3 km.
La partie nord de la commune est traversée par l'autoroute A-44.

## Histoire
Le lieu-dit de Las Cuevas, près de Cozvíjar (es), a livré des traces d'occupation du Paléolithique supérieur.

## Administration
| Période                                  | Période | Identité | Étiquette | Qualité |
| ---------------------------------------- | ------- | -------- | --------- | ------- |
| N/A                                      | N/A     | N/A      | N/A       | Maire   |
| Les données manquantes sont à compléter. |         |          |           |         |

## Lieux et monuments
- Église Saint-Pierre (San Pedro) de Cónchar (es), XVIIe siècle
- Tour de Cónchar (es), tour de guet de l'époque maure
- Église Saint-Jean-Baptiste (San Juan Bautista) de Cozvíjar (es), XVIe siècle, pillée et brûlée dans la rébellion maure, ses plafonds en bois ont été refaits au XVIIe siècle. Le toit, la façade et les vitraux ont été restaurés en 2005.
- Chapelle de la Virgen de la Cabeza, XVIe siècle
- Maison du comte de Villamena, XVIIe siècle
- Belle cascade de l'arroyo del Alcázar de 10 m de hauteur, au nord-est de Cónchar